# Il grande valzer (film 1972)
Il grande valzer (The Great Waltz) è un film del 1972 scritto, diretto e prodotto da Andrew L. Stone.
La pellicola, tratta dal musical di Broadway The Great Waltz (1938), fu l'ultimo film di Stone. La Metro-Goldwyn-Mayer aveva prodotto un film omonimo nel 1938, incentrato però su un diverso periodo della vita di Johann Strauss.

## Trama
Contro il desiderio del padre, il giovane Johann Strauss intraprende la carriera musicale come violinista. I suoi primi tentativi da direttore d'orchestra inizialmente incontrano l'ostilità del pubblico, ma col tempo riesce a ottenere un grande successo. Strauss padre, una sera, si reca a un concerto del figlio e rimane commosso dalla dedica a lui. Dopo la morte del genitore a causa della scarlattina, il giovane Strauss lo rimpiazza alla guida dell'orchestra e si innamora di Jetty Treffz, l'amante di un barone. Grazie al supporto dell'amata, Strauss raggiunge la gloria in tutta Europa, consacrandosi definitivamente grazie al valzer Sul bel Danubio blu e l'invito a partecipare all'Esposizione universale di Parigi (1867).

## Riconoscimenti
- 1973 - Golden Globe
  - Candidatura per la migliore attrice debuttante a Mary Costa